# Igor Stefanović
Igor Stefanović (ur. 17 lipca 1987 w Svrljigu) – serbski piłkarz występujący na pozycji bramkarza w Córdobie.